# Autigny-le-Petit
Autigny-le-Petit ist eine französische Gemeinde  mit 55 Einwohnern (Stand 1. Januar 2022) im Département Haute-Marne in der Region Grand Est. Sie gehört zum Kanton Joinville und zum Arrondissement Saint-Dizier. 

## Geografie
Die Gemeinde Autigny-le-Petit liegt am Canal entre Champagne et Bourgogne, etwa 28 Kilometer südöstlich von Saint-Dizier. Sie ist umgeben von folgenden Nachbargemeinden:
|                       | Curel                                       | Osne-le-Val             |
| Chatonrupt-Sommermont | Kompassrose, die auf Nachbargemeinden zeigt |                         |
|                       | Autigny-le-Grand                            | Thonnance-lès-Joinville |

## Geschichte
Autigny-le-Petit wurde 1972 nach Curel eingemeindet und ist seit 1984 wieder eine eigenständige Gemeinde.

## Bevölkerungsentwicklung

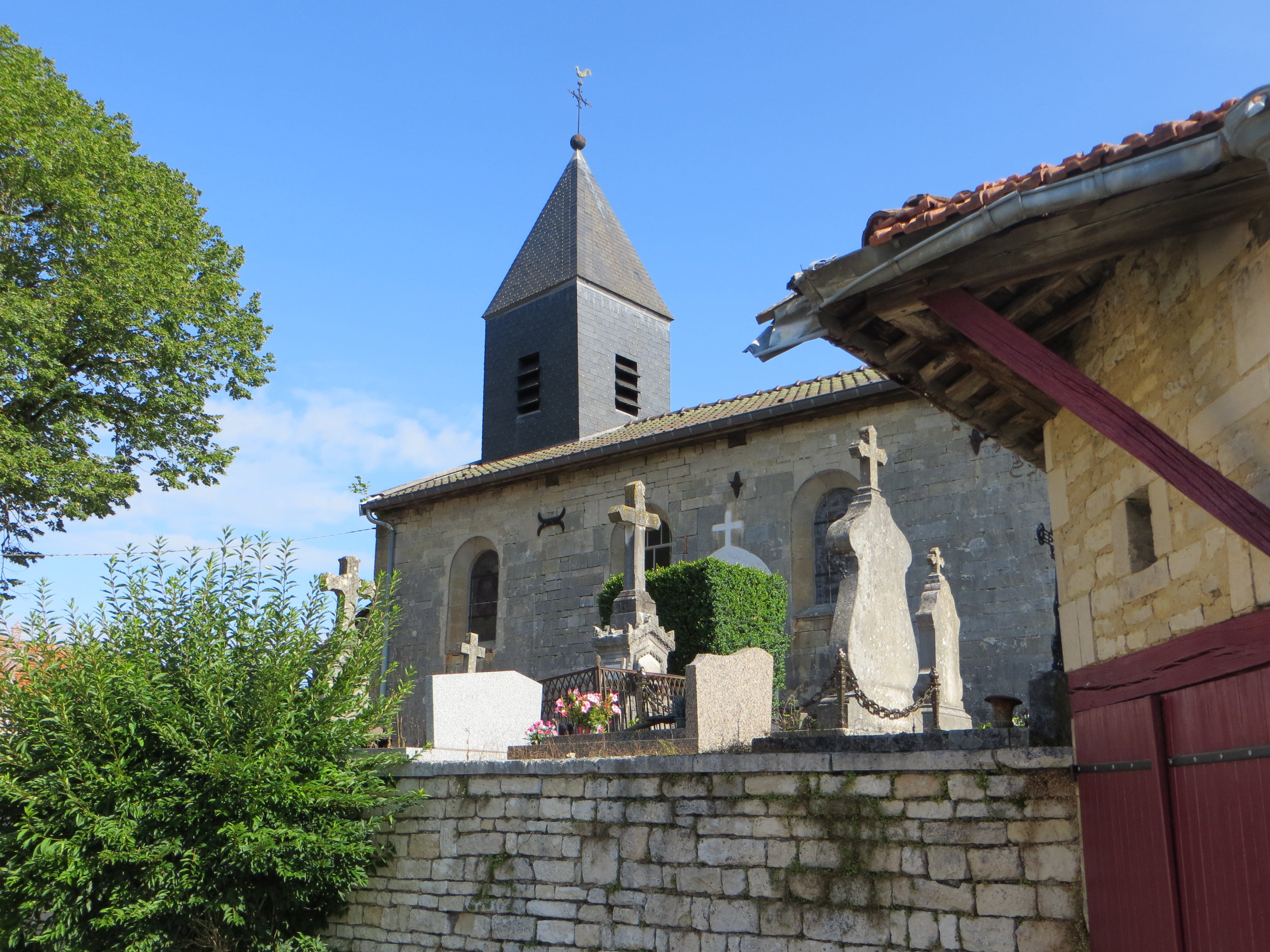
Kirche Mariä Geburt

| Jahr                       | 1962 | 1968 | 1975 | 1982 | 1990 | 1999 | 2008 | 2018 |
| -------------------------- | ---- | ---- | ---- | ---- | ---- | ---- | ---- | ---- |
| Einwohner                  | 97   | 80   | 60   | 60   | 75   | 56   | 53   | 60   |
| Quellen: Cassini und INSEE |      |      |      |      |      |      |      |      |